# Signature
Pour les articles homonymes, voir Signature (homonymie).
« Paraphe » redirige ici. Pour l’article homophone, voir Paraf.

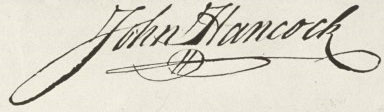
La signature de John Hancock est l'une des plus remarquables de la Déclaration d'indépendance des États-Unis.

Signature de Benjamin Franklin.

Signature du Mahatma Gandhi.

Signature de Chahbanou Farah Pahlavi d’Iran en écriture persane.

Signature de Johannes Vermeer.

Marques valant signatures dans des actes paroissiaux de Penmarc'h.

Une signature est une marque autographe permettant d'identifier son auteur et témoigner du caractère authentique (lettre) ou valider le contenu (contrat, traité de paix) ou l'oeuvre (tableau) auquel elle se rapporte. Par extension, le terme est employé pour désigner la cause d'un phénomène physique.
Le paraphe, quant à lui, est la marque visuelle abrégée de la signature complète tandis que le parapheur est un registre cartonné destiné à présenter page à page et l'un après l'autre chaque document sur lequel chaque personne concernée doit apposer sa signature (gouvernement, administration, entreprise). À l'ère de la numérisation, un parapheur électronique fait allusion au circuit de signatures ou visas requis pour valider un document ou une decision.

## Définitions

### Sceau ou cachet nominatif
Dans l'Antiquité, toutes cultures confondues, l'écriture ne fut d'abord maitrisée que par des profils spécialisés. Plusieurs cultures, notamment asiatiques, en ont conservé la trace et ne partagent pas la notion moderne occidentale de la signature manuscrite : dans ces cultures, signer de son nom ne diffère en rien de l'écriture normale de son nom car les caractères utilisés restent les mêmes.
Tel est le cas en Chine, au Japon ou en Corée: on utilise des inkan, sceau nominatif, sur lequel le nom est écrit avec une graphie dite tensho (littéralement, une graphie de cachet).

### Signature manuscrite

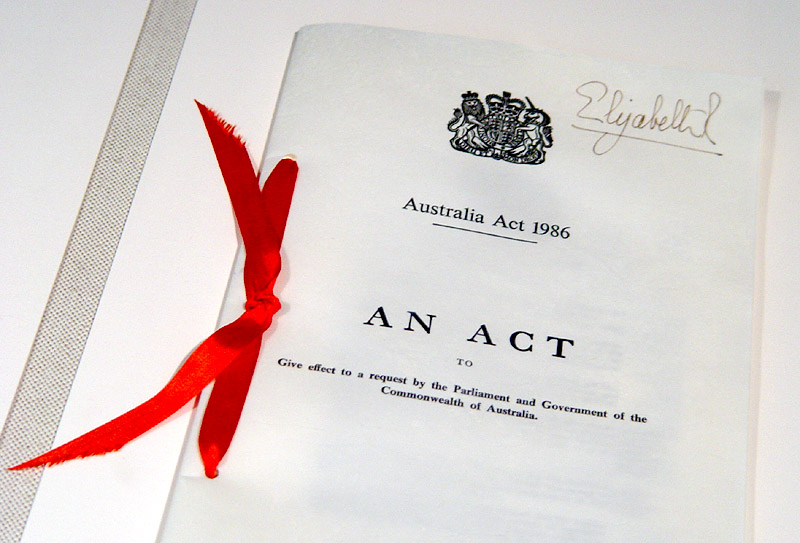
Seing royal de la reine Élisabeth II, en haut à droite.

Dans les cultures pour lesquelles les systèmes d'écriture sont basés sur un alphabet, la signature d'une personne se présente généralement comme une forme personnalisée de l'écriture à la main de ses propres prénom et nom (pas forcément dans cet ordre). Cette forme peut être simplifiée, calligraphiée, dessinée de diverses manières, et associée à des effets de style (traits, courbes, points) qui sont mis au point par l'individu pour personnaliser cette signature et la rendre à la fois unique et si possible difficilement reproductible par d'autres que lui. Il faut cependant savoir que pour un même individu, et malgré tout le soin qu'il peut apporter à la reproduction de sa signature d'une fois sur l'autre, chaque signature est différente des signatures précédentes.
Durant l'Antiquité, l'identification de l'auteur d'un document est garantie par l'intermédiaire de témoins ou réalisée grâce à des sceaux (signum gravé le plus souvent sur un chaton d'un anneau).

Monogramme autographe de Charlemagne :"Signum K^{A}R◊LvS Caroli gloriosissimi regis".

Au Moyen Âge, les lettrés comme les illettrés peuvent apposer un seing (du latin signum) sur des contrats, de la correspondance. Souvent ce ne sont que des croix autographes, mais ces seings peuvent aussi être un monogramme, des paraphes mis au bout de la signature (initiales ou toute autre symbolique permettant une double authentification), des maximes, un seing manuel royal (en), voire la marque des armoiries autographes ou créées par des sceaux et cachets, en fait tout motif symbolique peut être représenté. Ces seings sont parfois suivis de la mention signum suivie du nom, ce dernier étant progressivement intégré au motif à partir du XIIIe siècle. Les artistes (sculpteurs et peintres) ne signent pas leurs œuvres à cette époque. Jean le Bon est le premier roi de France à avoir signé de son nom entier, la signature remplaçant alors progressivement le sceau à partir du XIVe siècle. Il faut attendre la Renaissance pour voir la première œuvre signée. Il s'agit de La Pietà de Michel-Ange qui porte l'inscription « Michel-Ange faciebat » (« Michel-Ange l'a fait », en latin). Henri II, dans son ordonnance de Fontainebleau en 1554, rend la signature obligatoire chez les notaires : le seing du notaire se substitue progressivement à la signature des différentes parties, son seing par le nom (signum nominis, appelé aussi petit seing, consistant à écrire son nom accompagné de quelques traits de plume) devenant l'ancêtre de la signature moderne.
Un graveur signe les pièces de monnaie ou les billets de banque, en entier, en abrégé, en initiale ou par un symbole. La signature n'apparaît qu'au XVIIe siècle sur les monnaies.
Au XXe siecle sont developpées des machines à signer, permettant de reproduire mécaniquement la signature des personnes appelées à signer de grandes quantités de documents, comme des célébrités, des chefs d'État ou des dirigeants d'entreprises.
En France, le Conseil d’État a précisé, qu’un décret publié au Journal Officiel, ne peut être considéré comme irrégulier, car dépourvu de signature manuscrite, décision n°434004 du 30/12/2021 (Légalité externe, paragraphe 5).

### Signature en imprimerie
En imprimerie, sur les ouvrages anciens, les signatures sont des marques présentes sur les pages d'un ouvrage (en général uniquement sur les premiers feuillets des cahiers), qui reflètent son imposition. Si les signatures gênent typographiquement, elles peuvent être placées dans les coupes.
C'est une aide pour le façonnier afin de réaliser l'assemblage correct des cahiers dans l'ordre normal de la lecture. Pour les ouvrages édités en plusieurs langues, on doit compléter la signature d'un indice de langue exemple : Feuille 3 - Français.

### Signature apostolique
Le Tribunal suprême de la Signature apostolique est l'un des tribunaux de l'Église catholique romaine, situé dans le palais de la Chancellerie apostolique, au Vatican.

### Peinture
Le cartellino permettait aux peintres de la Renaissance de faire figurer date, signature, autres détails dans une inscription feinte (gravé sur la pierre, papier déplié...).

### Musique
- Signature rythmique désigne le type et la durée des temps dans une partition musicale.

### Signature en blanc
On appelle signature en blanc, une signature effectuée sur un support non encore rempli.
Exemple: signer un chèque "en blanc" consiste à signer un chèque dont le montant n'est pas encore rempli.

### Signature aveugle
On appelle signature aveugle, une signature effectuée sur un support independamment du contenu auquel il se rapporte, lequel doit rester masqué tant que la signature n'a pas été apposée.
Exemple: une Lettre recommandée avec accusé de reception: la talon attestant de la reception doit être signé et remis au préposé ou messager lors de la remise, donc avant l'ouverture pour lecture de la lettre.

### Signature informatique
Avec l'apparition et le développement des usages informatiques, de nouveaux usages sont apparus pour remplacer une signature classique.

#### Communication numériques
Lors du développement des nouvelles technologies (NTIC) telles que le courrier électronique, l'Usenet, ou le web, l'usage d'indiquer au lecteur en fin de message l'auteur s'est développé. Cet usage peut également être utilisé dans les SMS, notamment dans les envois en numéro masqués. Toutefois, cet usage se différencie du signat journalistique.
Dans le courrier électronique et les newsgroups, il est d'usage d'ajouter à la fin de ses messages un court texte personnalisé ou une image qui tient lieu de signature, sans présenter cependant de garantie sur l'identité de l'émetteur.
Pour apporter un plus haut degrés de confiance a été développé la technologie de signature électronique.

#### Signature scannée
Une signature scannée est une technique de copie de signature manuscrite au moyen d'un scanner.
Une signature scannée n'offre pas le même type de garantie qu'une signature originale.

#### Signature numérique
Aussi appelées signatures électroniques, il s'agit d'un type de signature destiné à garantir l'authenticité d'un message ou d'un document informatique. Ces signatures ne sont pas conçues pour être lisibles directement par l'homme, et se présentent comme des séquences arbitraires de caractères alphanumériques ou de bits.
En pratique, l'essentiel des procédures de signature numérique existantes s’appuie sur la cryptographie asymétrique.
En 2000, en France, le législateur considérait que la signature électronique avait la même valeur légale que la signature manuscrite.

##### Signature en cryptographie asymétrique
- Signature, valeur calculée/chiffrée à l'aide de l'empreinte du message de l'envoyeur et de sa clef privée (fonction XOR entre l'empreinte et la clé privée)[réf. nécessaire]. Le destinataire déchiffre cette valeur à l'aide de la clef publique de l'envoyeur.

#### Signature dynamique
La signature dynamique est une signature apposée sur une tablette avec un stylet. Elle est utilisée par les marchands.

## Fraudes
Tous les types de signatures n'exposent pas aux mêmes risques de fraudes. La fraude sur une signature peut être sanctionnée par la loi.
Le démarchage téléphonique n'est pas supposé, en France, valoir signature, en l'absence de traçabilité.

## Domaines techniques
- Signature de type, les entrées et sorties d'une fonction en programmation,
- Fichier de signatures, un fichier contenant une trace de code d'un virus informatique servant à faire fonctionner un logiciel antivirus.

### Signature en mathématiques
Différents types de signature existent en mathématiques, comme par exemple:
- Signature d'une structure algébrique, liste de ses opérations avec leur arité ;
- Signature d'une permutation, liée à son nombre d'inversion et peut prendre la valeur -1 ou 1 ;
- Signature d'un corps de nombres est un premier invariant particulièrement simple en arithmétique ;
- Signature d'une forme quadratique sur un espace vectoriel réel de dimension finie, voir : Loi d'inertie de Sylvester ;

### Programmation Informatique
- Si vous ne connaissez pas le sujet, laissez ce bandeau (vous pouvez alors contacter les auteurs).
- Si vous supprimez le contenu mis en cause (vous pouvez préalablement contacter les auteurs),

argumentez précisément cette suppression dans la page de discussion
(un manque de référence n'est pas un argument ; une recherche réelle de référence doit avoir été effectuée, être formellement documentée).
Du point de vue informatique, l'approche des sujets en objets est le paradigme fondamental de tout langage de programmation[réf. nécessaire]. Elle est quasiment la réalisation de l'« Ontologie orientée objet » abrégée en OOO, contestation philosophique de Martin Heidegger (1889-1976), lequel, remettant en question « l’anthropocentrisme » de son compatriote Immanuel Kant (1724-1804), postulait qu'il n'est métaphysiquement pas exclu que les objets existent par eux-mêmes, indépendamment de la perception que nous en avons.
Ainsi, la signature d'un Objet (sujet dans le sens de conteneur informatique, qui peut être une personne, une fonction ou autre entité non humaine, et qui est destiné à une manipulation programmée) est un « produit » ou émanation distinctive propre à cet objet, dont il permet l'identification sans équivoque.
Dans la mesure où la signature singularise l'objet, elle constitue une forme de représentation sommaire et parcellaire de cet objet.
Les caractéristiques essentielles d'une véritable signature sont donc triples :
1. singularité : Elle doit singulariser l'objet, c'est-à-dire ôter tout risque de confusion avec un objet, même similaire. Selon ce critère, la signature manuscrite pour les personnes, bien que supérieure à la simple écriture du nom, demeure plus faillible que les signatures biométriques.
2. produit dérivé : Elle doit être issue de, ou engendré par cet objet. En cela, la signature se distingue de l'identifiant ; ce dernier est souvent attribué arbitrairement, et s'obtient par l'intermédiaire d'une table de correspondance. Par exemple, alors que les signatures biométriques ou manuscrites sont des produits d'une personne, le numéro de sécurité sociale est une forme d'identifiant attribué.
3. invariance : L'objet doit produire la même signature quel que soit son état, sa représentation, ou son apparence. Distinguons plusieurs cas :

- pour un objet mathématique, la signature doit être un invariant de l'objet quelle que soit sa représentation, c-à-d la forme que prend l'objet (la recherche de signatures en théorie des nœuds illustre bien ce cas de figure).
- pour une personne, cela signifie que sa signature doit rester la même quel que soit son âge, son humeur ou son état physique. Ainsi, le code génétique est une excellente signature : il ne varie pas au cours de la vie, et résiste à d'éventuelles altération du corps (maladie, perte d'un membre, vieillesse, etc.).
- pour un bien sensible (une automobile, par exemple), cela sous-entend une certaine robustesse au maquillage ou à la falsification. La signature peut être une puce électronique, un marquage magnétique ou caché.

Enfin les caractéristiques non essentielles d'une bonne signature sont :
1. concision : La signature doit être aussi courte que possible ; en particulier la comparaison des signatures doit être plus simple que celle des objets eux-mêmes. Selon ce critère, la séquence complète du génome est une signature très médiocre de la personne. En réalité, seuls d'infimes fragments d'ADN servent de signature (appelée empreinte génétique).
2. production aisée : Générer la signature de l'objet doit être une opération la moins coûteuse possible. Ce point est plus particulièrement important en mathématiques notamment pour les graphes, nœuds, groupes, etc.